# Good Trouble
Good Trouble ist eine US-amerikanische Dramaserie, die ein Ableger der Serie The Fosters (2013–2018) ist. Die Premiere der Serie fand am 8. Januar 2019 auf dem US-amerikanischen Kabelsender Freeform statt. Im deutschsprachigen Raum fand die Premiere der Serie am 29. Oktober 2020 auf Joyn Primetime statt, wo die ersten beiden Staffeln ausgestrahlt wurden. Mit der dritten Staffel übernahm der Streamingdienst Disney+ die Erstveröffentlichung im deutschsprachigen Raum, wo auch die vierte und fünfte Staffel veröffentlicht wurden.
Die Serie wurde mit Staffel 5 beendet.

## Handlung
Die Geschwister Callie und Mariana Adams-Foster ziehen einige Jahre nach den Ereignissen von The Fosters nach Los Angeles, um die nächste Phase ihres Lebens zu beginnen. Während sie in ein Wohnhaus mit Wohnsitz namens The Coterie ziehen, wird Callie Justizangestellte bei Richter Wilson, während Mariana Software-Ingenieurin wird. Die beiden suchen ihren Weg ins Erwachsenenleben und interagieren mit ihren Nachbarn und den Menschen, mit denen sie befreundet sind.

## Besetzung und Synchronisation
Die deutschsprachige Synchronisation entstand nach den Dialogbüchern von Marion Machado-Quintela, Katharina von Daake und Martin C. Jelonek sowie unter der Dialogregie von Marion Machado-Quintela, Julia Bisasso und Debora Weigert durch die Synchronfirmen EuroSync (Staffeln 1–2) und SDI Media Germany (Staffeln 3–5) in Berlin.

### Hauptbesetzung
| Rolle                 | Schauspieler       | Hauptrolle (Folgen) | Nebenrolle (Folgen)   | Synchronsprecher  |
| --------------------- | ------------------ | ------------------- | --------------------- | ----------------- |
| Callie Adams Foster   | Maia Mitchell      | 1.01–4.02           | 5.02, 5.07            | Lydia Morgenstern |
| Mariana Adams Foster  | Cierra Ramirez     | 1.01–               |                       | Jodie Blank       |
| Malika Williams       | Zuri Adele         | 1.01–               |                       | Runa Aléon        |
| Alice Kwan            | Sherry Cola        | 1.01–               |                       | Cornelia Waibel   |
| Gael Martinez         | Tommy Martinez     | 1.01–               |                       | Tim Schwarzmaier  |
| Richter Curtis Wilson | Roger Bart         | 1.01–2.12           | 3.19                  | Marcus Off        |
| Davia Moss            | Emma Hunton        | 2.01–               | 1.01–1.13             | Alice Bauer       |
| Dennis Cooper         | Josh Pence         | 2.01–               | 1.01–1.13             | Bernd Egger       |
| Jamie Hunter          | Beau Mirchoff      | 3.01–4.02           | 1.03–2.18, 5.02, 5.07 | Florian Hoffmann  |
| Isabella Tavez        | Priscilla Quintana | 4.01–4.18           | 2.13–3.19, 5.01–5.02  | Luisa Wietzorek   |
| Joaquin Peréz         | Bryan Craig        | 4.01–               |                       | Patrick Keller    |
| Luca Ryusaki          | Booboo Stewart     | 5.01–               | 4.03–4.18             | Oliver Szerkus    |

### Besetzung aus The Fosters
| Rolle              | Schauspieler    | Gastrolle (Folgen)                            | Synchronsprecher   |
| ------------------ | --------------- | --------------------------------------------- | ------------------ |
| Jude Adams Foster  | Hayden Byerly   | 1.02, 2.09–2.11, 3.04, 4.02, 5.07             | Cedric Eich        |
| Stef Adams Foster  | Teri Polo       | 1.05, 1.11, 2.09–2.10, 3.04, 4.02, 5.04, 5.07 | Debora Weigert     |
| Lena Adams Foster  | Sherri Saum     | 1.05, 1.11, 2.09–2.10, 3.04, 4.02, 5.04, 5.07 | Christin Marquitan |
| Jesus Adams Foster | Noah Centineo   | 1.08, 2.10                                    | Christian Zeiger   |
| Brandon Foster     | David Lambert   | 1.10, 2.09–2.10, 3.04                         | Patrick Baehr      |
| Eliza Foster       | Megan West      | 2.09–2.10, 3.04                               | Ilona Otto         |
| Jim Hunter         | Robert Gant     | 2.09–2.10, 3.04                               | Peter Flechtner    |
| Diane Hunter       | Susan Walters   | 2.09–2.10, 3.04                               | Silvia Mißbach     |
| Carter Hunter      | Spencer List    | 2.09–2.10, 3.04                               | Patrick Keller     |
| Emma Kurtzman      | Amanda Leighton | 2.10                                          | Maria Hönig        |
| Connor Stevens     | Gavin MacIntosh | 3.04                                          | Vincent Borko      |
| Corey              | Dallas Young    | 3.04                                          | Moritz Hübscher    |

## Ausstrahlungsübersicht
Vereinigte Staaten
| Staffel | Episoden | Erstausstrahlung auf Freeform | Erstausstrahlung auf Freeform |
| Staffel | Episoden | Staffelpremiere               | Staffelfinale                 |
| ------- | -------- | ----------------------------- | ----------------------------- |
| 1       | 13       | 8. Januar 2019                | 2. April 2019                 |
| 2       | 18       | 18. Juni 2019                 | 4. März 2020                  |
| 3       | 19       | 17. Februar 2021              | 8. September 2021             |
| 4       | 18       | 9. März 2022                  | 1. September 2022             |
| 5       | 20       | 16. März 2023                 | 5. März 2024                  |

Deutschland
| Staffel | Episoden | Erstausstrahlung auf Joyn Primetime | Erstausstrahlung auf Joyn Primetime | Erstveröffentlichung auf Disney+ | Erstveröffentlichung auf Disney+ |
| Staffel | Episoden | Staffelpremiere                     | Staffelfinale                       | Staffelpremiere                  | Staffelfinale                    |
| ------- | -------- | ----------------------------------- | ----------------------------------- | -------------------------------- | -------------------------------- |
| 1       | 13       | 29. Oktober 2020                    | 21. Januar 2021                     | 4. August 2021                   | 4. August 2021                   |
| 2       | 18       | 28. Januar 2021                     | 27. Mai 2021                        | 4. August 2021                   | 4. August 2021                   |
| 3       | 19       | Nicht ausgestrahlt                  | Nicht ausgestrahlt                  | 8. Dezember 2021                 | 8. Dezember 2021                 |
| 4       | 18       | Nicht ausgestrahlt                  | Nicht ausgestrahlt                  | 15. März 2023                    | 15. März 2023                    |
| 5       | 20       | Nicht ausgestrahlt                  | Nicht ausgestrahlt                  | 30. August 2023                  | 27. August 2025                  |

Österreich und deutschsprachige Schweiz
| Staffel | Episoden | Erstveröffentlichung auf Disney+ | Erstveröffentlichung auf Disney+ |
| Staffel | Episoden | Staffelpremiere                  | Staffelfinale                    |
| ------- | -------- | -------------------------------- | -------------------------------- |
| 1       | 13       | 4. August 2021                   | 4. August 2021                   |
| 2       | 18       | 4. August 2021                   | 4. August 2021                   |
| 3       | 19       | 8. Dezember 2021                 | 8. Dezember 2021                 |
| 4       | 18       | 15. März 2023                    | 15. März 2023                    |
| 5       | 20       | 30. August 2023                  | 27. August 2025                  |

## Rezension
„Good Trouble macht nach der ersten Folge sehr deutlich, dass man sich von seiner Mutterserie The Fosters vom Grundton her deutlich absetzen will. Gleich ist den beiden nur, dass man sich nicht scheut, aktuellen und vor allem diversen Themen ein Forum zu geben. Ansonsten wirkt die Serie deutlich moderner und frischer.“

„Wie erwartet, steckt die Pilotepisode von Good Trouble voller Chaos und Drama. Das erinnert sowohl im positiven als auch im negativen an die Mutterserie The Fosters. Manchmal wirkt das Drama zu konstruiert, doch die familiäre Atmosphäre sorgt für eine lebendige Stimmung. Durch den Umzug von einer großen (Adoptiv-)Familie in eine große gemischte Kommune wird Altes mit Neuem gemischt. Dadurch wirkt Good Trouble wie eine jüngere Version von The Fosters und ist dadurch sowohl etwas für Fans des letzteren als auch für Neueinsteiger, die eine hippe Serie suchen.“